# 1064 Aethusa
1064 Aethusa је астероид главног астероидног појаса. Приближан пречник астероида је 18,66 ,
а средња удаљеност астероида од Сунца износи 2,544 астрономских јединица (АЈ).
Инклинација (нагиб) орбите у односу на раван еклиптике је 9,488 степени, а орбитални период износи 1482,451 дана (4,058 године). Ексцентрицитет орбите астероида износи 0,174.
Апсолутна магнитуда астероида износи 10,50 а геометријски албедо 0,320.
Астероид је откривен 2. августа 1926. године.